# Cimetière teutonique
Le cimetière teutonique ou cimetière des Allemands incluant les Flamands (en italien, Campo Santo dei Teutonici e dei Fiamminghi) est un groupement de sépultures catholiques situé au Vatican, mais faisant partie du quartier du Borgo à Rome en Italie.

## Situation
Il est officiellement rattaché à l'église Santa Maria della Pietà in Camposanto dei Teutonici. Le cimetière germanique est en partie situé dans une zone adjacente à la frontière entre le Vatican et Rome et fait l'objet d'extraterritorialité en faveur du Saint-Siège, car son seul accès se fait par le Vatican. Malgré cela, il s'agit du seul cimetière implanté dans la Cité du Vatican. Le site appartenait à la Schola Francorum, un hospice pour les pèlerins allemands qui était l'une des plus anciennes institutions allemandes à Rome. Les personnes ensevelies sont originaires d'Autriche, du Tyrol du Sud, d'Allemagne, de Suisse, du Liechtenstein, du Luxembourg et de Belgique, notamment des Flamands.

## Histoire
Le cimetière teutonique est situé à proximité de la basilique Saint-Pierre et de la salle Paul VI et est considéré comme le plus ancien cimetière allemand de Rome. La zone est entourée par un haut mur entourant le cimetière où se trouvait autrefois le cirque de Néron, un lieu symbolique où de nombreux martyrs au cours du proto-christianisme ont été martyrisés. C'est probablement à cette époque que pourrait remonter la première utilisation du site comme lieu de sépulture. En 799, la Schola Francorum est fondée par Charlemagne.
En 1450, des sources écrites indiquent que l'église et le cimetière teutonique sont en mauvais état et qu'il est donc nécessaire, en vue de l'année jubilaire, de faire des travaux de rénovation et de reconstruction. En 1454, des membres d'origine allemande de la Curie romaine donnent des fonds pour la reconstruction totale. En 1597, la Confrérie de Notre-Dame est fondée avec pour tâche d'administrer le cimetière. En 1876, non loin du lieu sacré, une résidence est construite pour les étudiants allemands intéressés par l'histoire ecclésiastique et l'archéologie sacrée. En 1888 enfin, une bibliothèque comprenant 35 000 livres est créée.
L'accès à l'église n'est rendu possible qu'à partir du cimetière et l'entrée est complètement reconstruite entre 1972 et 1975 par l'architecte allemand Elmar Hillebrand avec des fonds donnés par le président allemand Theodor Heuss.
La chapelle suisse dans l'église est le lieu de sépulture des gardes suisses tombés pendant le sac de Rome de 1527. Elle est décorée de fresques de Polydore de Caravage, élève de Raphaël. Cependant, après cette date, le cimetière ne peut plus accueillir les corps des personnes d'origine suisse, et même le corps des gardes suisses obtient le patronage d'une autre église.
En juillet 2019, des fouilles sont effectuées dans le tombeau de Charlotte-Frédérique de Mecklembourg-Schwerin et celui adjacent de la princesse Sophie de Hohenlohe pour rechercher les restes d'Emanuela Orlandi, adolescente vaticane disparue depuis 1983. Cependant, les deux tombeaux sont retrouvés vides.

## Personnes enterrées
- Joseph Anton Koch, peintre paysagiste (1839)
- Charlotte-Frédérique de Mecklembourg-Schwerin, princesse du Danemark (1840)
- Johann Martin von Wagner, archéologue et artiste (1858)
- Joseph Spithöver, promoteur décisif de la culture allemande à Rome pendant le XIXe siècle (1870)
- Xavier de Mérode, archevêque et prélat domestique de Pie IX (1874)
- Augustin Theiner, préfet des Archives secrètes du Vatican (1874)
- Princesse Carolyne de Sayn-Wittgenstein, compagne de Liszt (1887)
- Hermann Kanzler, commandant de l'armée pontificale (1888)
- Gustave-Adolphe de Hohenlohe-Schillingsfürst, cardinal (1896)
- Mgr Johann Baptist von Anzer, premier évêque missionnaire des Missionnaires verbites (1903)
- Marie des Apôtres (1833-1907), religieuse allemande, béatifiée en 1968.
- Louis Regout, ministre plénipotentiaire des Pays-Bas à Rome (1915)
- Anton de Waal, premier recteur du Collège (1917)
- Georges de Bavière, prince de Bavière (1943)
- Ludwig Curtius, archéologue (1954)
- Stefan Andres, écrivain (1970)
- Engelbert Kirschbaum S.J., archéologue, collaborateur déterminant dans la découverte de la tombe de saint Pierre (1970)
- Rolf Schott, historien des arts (1977)
- Hubert Jedin, prêtre historien et théologien allemand, enterré à Bonn (1980) ; une plaque est apposée plus tard ici en sa mémoire (il était aussi recteur du cimetière)
- Sœur Pascalina Lehnert, secrétaire et aide-soignante du pape Pie XII (1983)
- Willy Herteleer (mort en 2015)[1] et Cesar Willy De Vroe (mort en 2018)[2], deux sans-abris d'origine belge sont enterrés dans ce cimetière.
- Mgr Karl-Josef Rauber (1934-2023), cardinal, nonce apostolique, président de l'Académie pontificale ecclésiastique est enterré avec ses parents[3],[4]

## Galerie

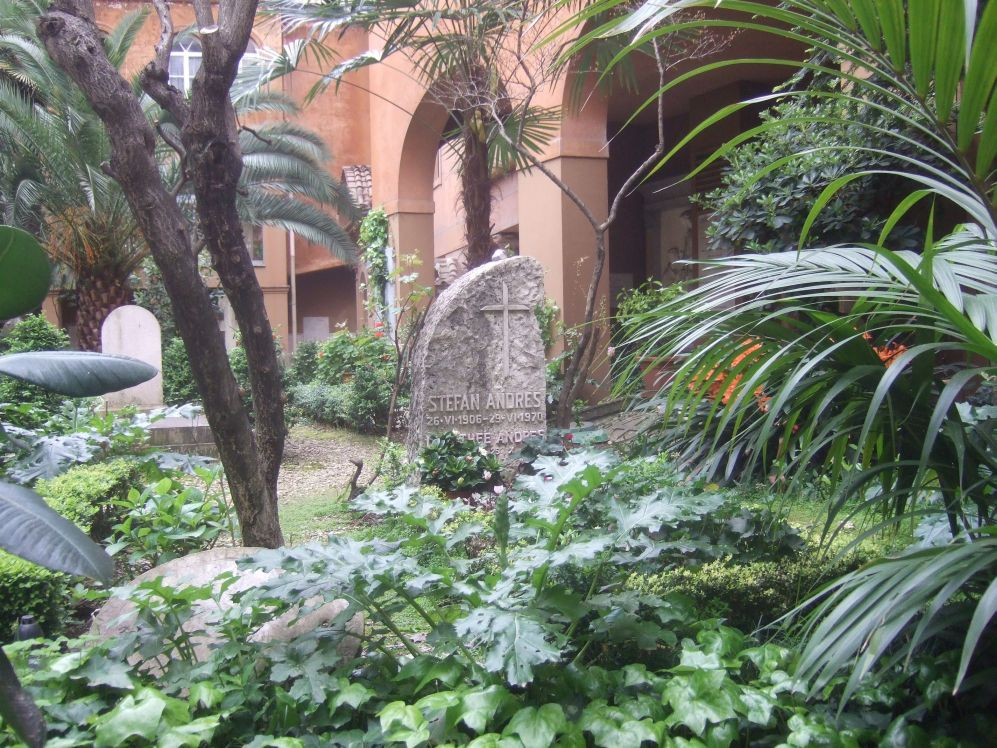
Tombe de l'écrivain allemand Stefan Andres (1906-1970).
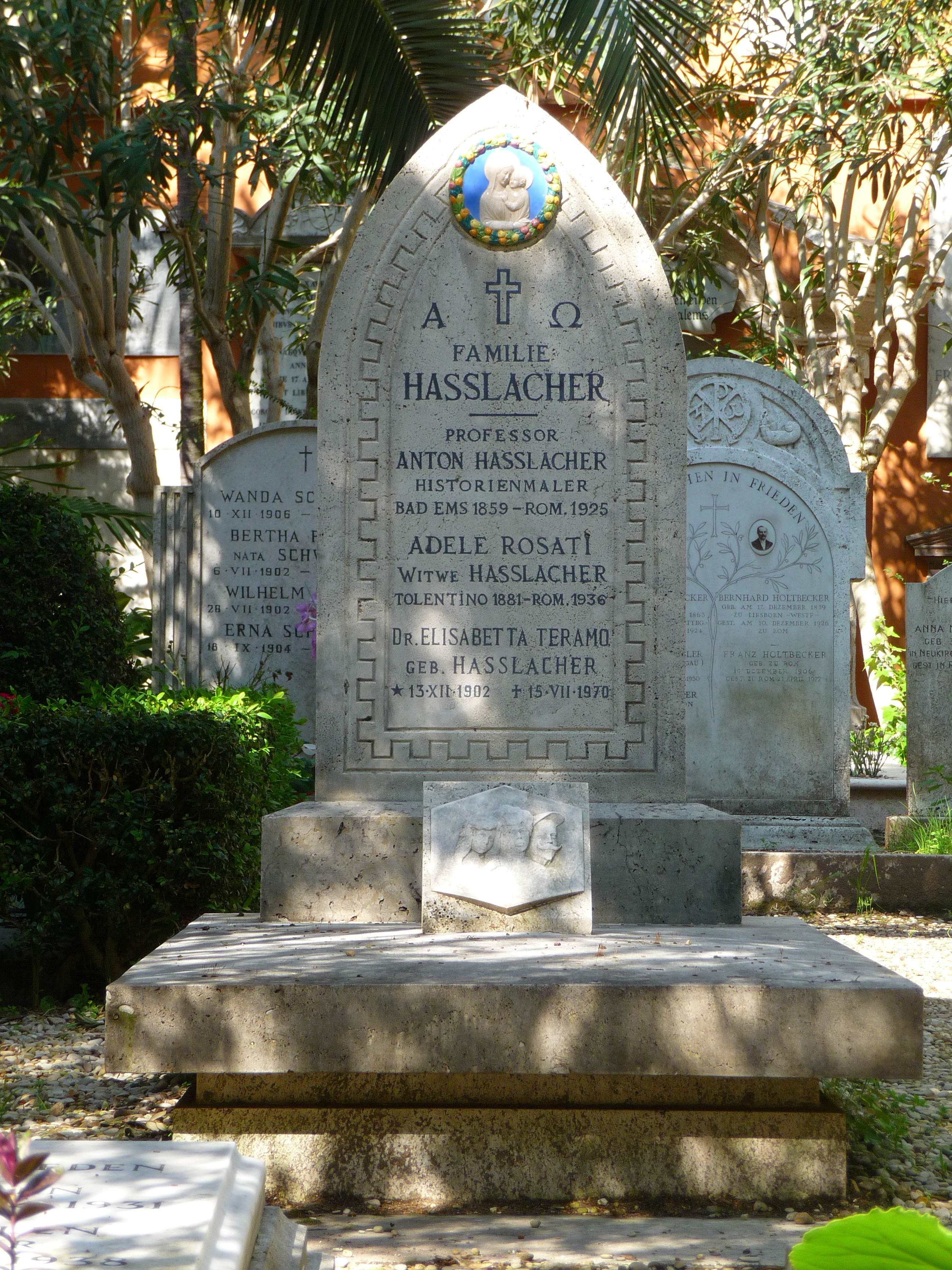
Tombe de la famille du peintre d'histoire Anton Hasslacher (1859-1925).
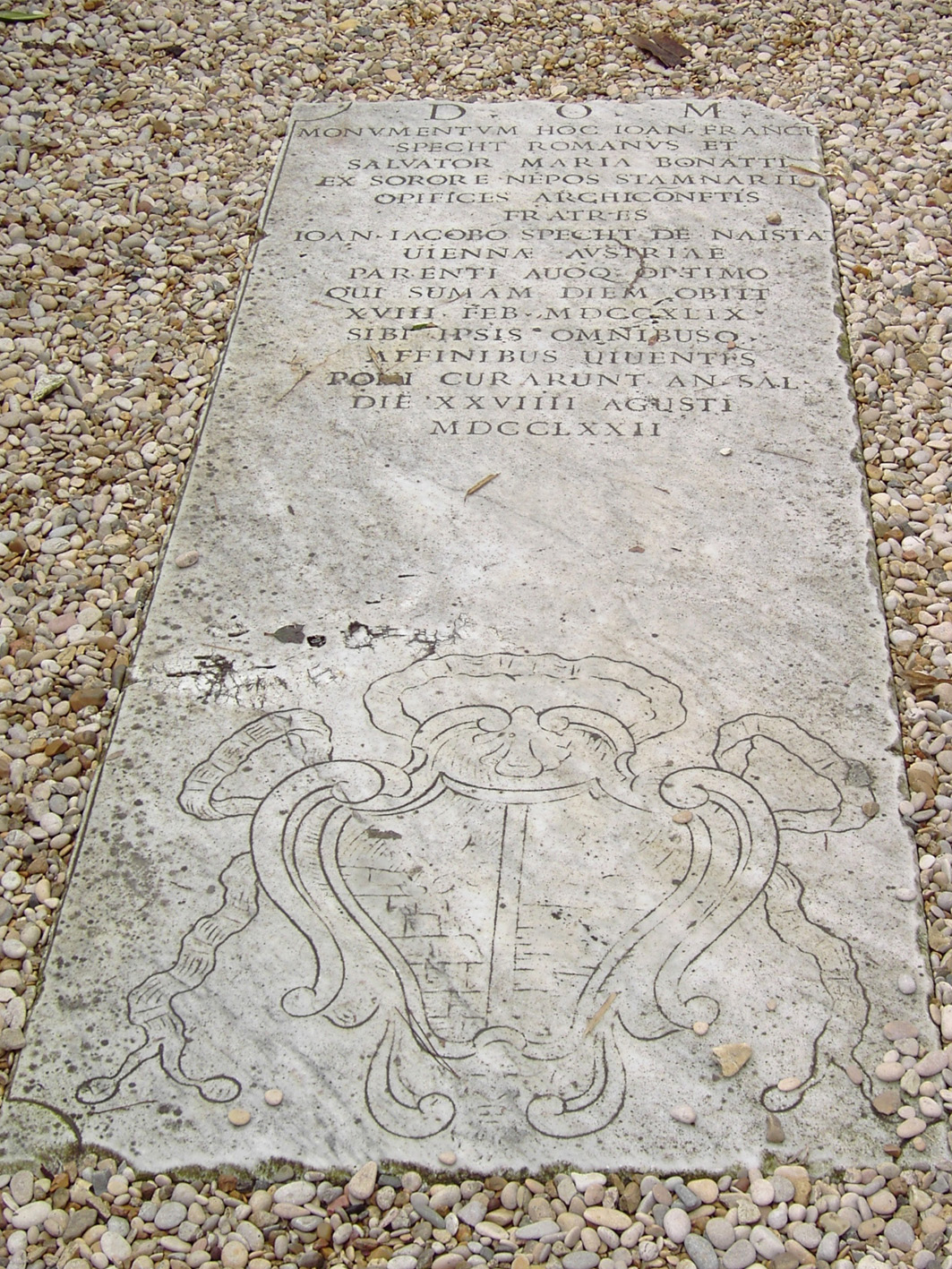
Plaque tombale du XVIIIe siècle.
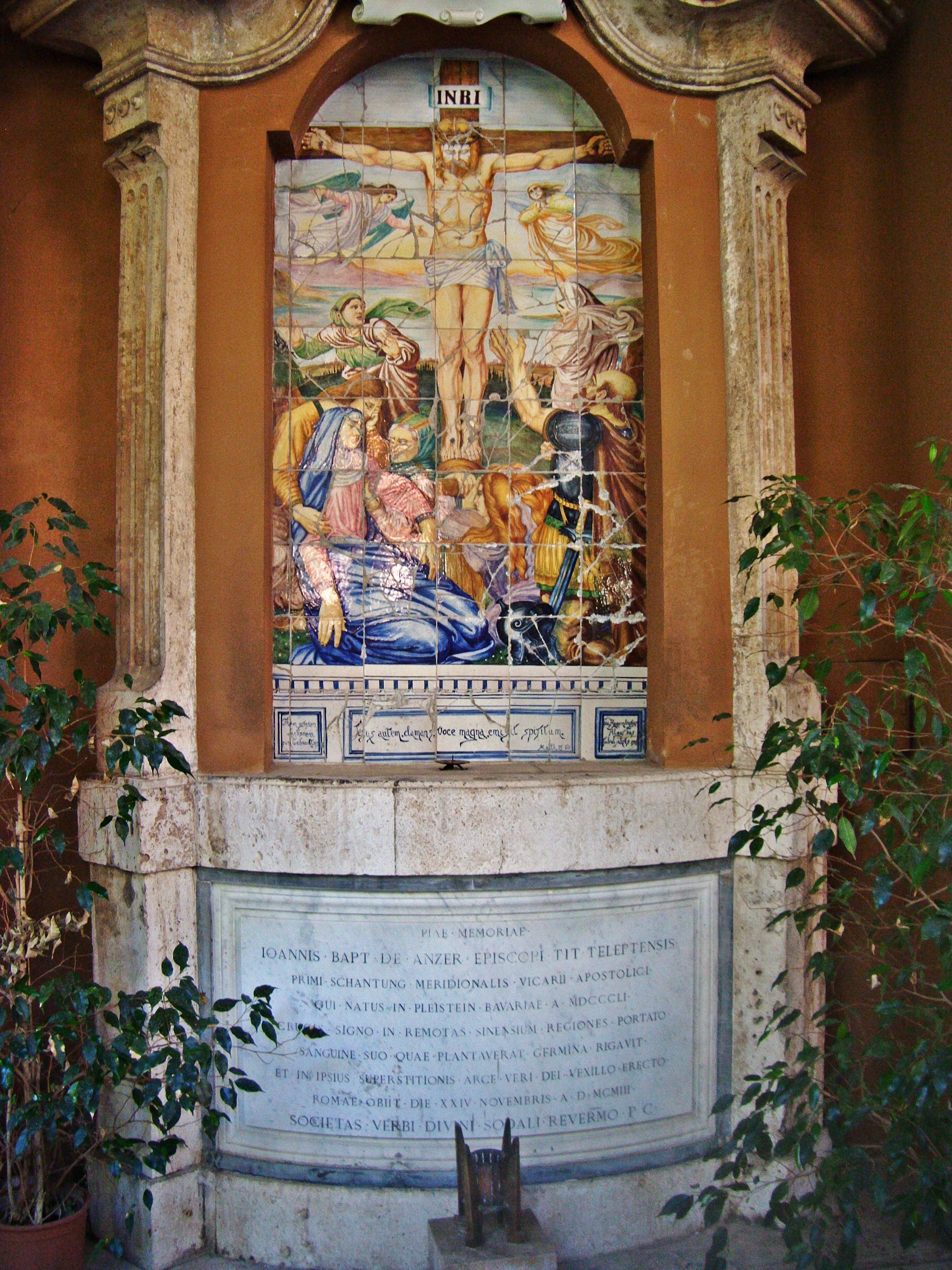
Sépulture de Mgr Johann Baptist von Anzer (1851-1903), évêque missionnaire verbiste en Chine.